# بهمن محصص
بهمن محصص (۱۰ اسفند ۱۳۰۹ در رشت – ۶ مرداد ۱۳۸۹ در رم) نقاش، مجسمه‌ساز، هنرمند چاپگر و مترجم پیشرو و جریان‌ساز ایرانی بود. او جزو نخستین نقاشان ایرانی بود که نقاشی را به شیوه غربی آموخت و آن را با نگاهی شرقی آمیخت. بسیاری او را تحت تأثیر پیکاسو می‌دانند و برخی حتی او را پیکاسوی ایرانی می‌نامند؛ هنرمندی که با وجود استفاده از تکنیک‌ها و نگاه‌های غربی در آثارش، وجود روح ایرانی در کارهایش انکارناپذیر است. نقاشی‌های آوانگارد بهمن محصص از آثار معتبر نقاشی مدرن ایران محسوب می‌شود.
محصص در نظرسنجی نوروز سال ۹۴ فصلنامهٔ حرفه: هنرمند برای انتخاب ده هنرمند برگزیده هنر نوگرای ایران که بین صد هنرمند و هنرشناس انجام شد، در صدر فهرست هنرمندان نوگرای ایران از دههٔ بیست تا به امروز قرار گرفت.

## زندگی
بهمن محصص در سال ۱۳۰۹ در خانواده‌ای لاهیجانی در رشت به دنیا آمد. خاندان محصص مشتمل بر حدود ۱۵ خانواده بود که از مالکان لاهیجان و در کار تجارت چای و ابریشم بودند و در محلهٔ پردسر این شهر اقامت داشتند. به گفته حسین محجوبی «همهٔ محصص‌ها کاراکتر غریبی داشتند ولی بهمن از همه پیچیده‌تر و خاص‌تر به نظر می‌رسید.». اردشیر محصص پسر عموی او نیز به عنوان کارتونیست جایگاهی ویژه در جریان نوگرای ایران دارد.
خودش در فیلم مستند «فی‌فی از خوشحالی زوزه می‌کشد» که دربارهٔ زندگی اوست، می‌گوید نسبش از طرف پدر به مغول‌ها و از طرف مادر به قاجارها می‌رسد. در ۱۴ سالگی در کارگاه و نمایشگاه محمد حبیب محمدی، نقاش گیلانی که هنر را در آکادمی هنر مسکو فراگرفته بود، شروع به کار کرد. در بهار ۱۳۳۰ در رشت و با حمایت از حبیب محمدی، نمایشی از کارهای محصص برگزار شد. بهمن محصص تحصیلات خود را در دبیرستان «شاهپور» رشت (شهید بهشتی فعلی) به پایان رساند. پدر او کارمند اداره تلگراف و تلفن بود و به تهران منتقل شد. بهمن محصص در کنکور دانشگاه تهران قبول نمی‌شود اما گویا با وساطت و گفت‌گوی خانواده، را می‌پذیرند؛ لیکن رهاتر از آن است که دانشگاه را تاب آورد و در کمتر از چند ماه آن را ترک می‌کند. به گفته محجوبی «خیلی با کسی نمی‌جوشید و فکر می‌کنم بهمن‌خان این بدعنقی را از او به ارث برده باشد.» محصص هنرمندی بود که انزوا و تنهایی را ترجیح می‌داد و این نگاه تلخ نیز در بسیاری از آثارش خودنمایی می‌کرد. مجسمه‌های پرنده‌ای که پر پرواز نداشتند یا چهره‌های بدون احساس او در مجموعه فی فی همگی به نوعی انعکاسی تلخ از نگاه این هنرمند بودند. وی شاگردی نداشت و پروانه اعتمادی تنها کسی بود که به‌طور جدی نقاشی را از او آموخت.
در زمان اقامت خانوادگی در تهران، محصص چند ماهی در دانشگاه هنر تهران به تحصیل پرداخت. در همین زمان بود که او به انجمن خروس جنگی که توسط جلیل ضیاپور تأسیس شده بود پیوست و برای مدتی ویراستار هفته نامه ادبی هنری «پنجه خروس» بود. از طریق همین انجمن او به جریان نوگرای ایران وارد شد که از اعضای آن نیما یوشیج، پدر شعر نوی فارسی، سهراب سپهری، هوشنگ ایرانی و غلامحسین غریب بودند. او با بزرگان زمان خود نظیر نیما یوشیج، فروغ فرخزاد و جلال آل احمد معاشرت داشت. محصص آثار بسیاری را متأثر از اشعار نیما یوشیج خلق کرد که از آن جمله می‌توان به تابلوی «عقاب کور» اشاره کرد که اشارتی به شعر «عقاب نیل» داشت که نیما آن را در سال ۱۳۰۸ سروده بود. بهمن محصص آثار اولیهٔ خود را با نام «بهمن محصصی» امضاء می‌کرد؛ بعدها در اواخر دههٔ ۱۳۲۰ از نام «محصص» برای خود بهره برد.
در اردیبهشت سال ۱۳۳۳، آثاری از او و تعدادی از هنرمندان مدرنیست ایرانی در حاشیهٔ نمایشگاهی به مناسبت «هزارهٔ بوعلی‌سینا» در ادارهٔ کل هنرهای زیبای کشور به تماشا درآمد. بهمن محصص در سال ۱۳۳۳ به اروپا سفر کرده و در ایتالیا ساکن شد و در آکادمی هنر رم مدتی نزد فروچیو فراتزی به آموختن هنر مشغول شد. حاصل این دوره از زندگی محصص، چندین نمایشگاه گروهی و انفرادی در داخل و خارج ایتالیا و شرکت در نمایشگاه‌هایی چون بینال (دو سالانه) ونیز، سائوپائولو و پاریس بود.
بهمن محصص با دختر پسرعموی پدرش به نام «نزهت‌الملوک» که در بندر انزلی دبیر و بعداً در تهران رئیس دانشسرای عالی دختران بود در سال ۱۳۵۶ ازدواج کرد. قرار بود خیلی قبل‌تر این دو با هم ازدواج کنند ولی به علت رفت‌وآمد محصص به ایتالیا در این امر تأخیر افتاد. ارتباط آنان بیشتر تلفنی بود زیرا محصص در ایتالیا و همسرش در تهران زندگی می‌کردند. نزهت‌الملوک که به‌طور مستقل برای خود زندگی می‌کرد در حدود ۱۳۷۵ یا ۱۳۷۶ به علت تومور مغزی درگذشت.
نشریه Out که در حوزه سبک زندگی و سرگرمی همجنس‌گرایان منتشر می‌شود، در مرور فیلم فی‌فی از خوشحالی زوزه می‌کشد ساخته میترا فراهانی دربارهٔ بهمن محصص، از او به عنوان یکی از هنرمندان همجنس‌گرای ایرانی نام برده است.

## بازگشت به ایران
در سال ۱۳۴۲ به امید برپا کردن جنبشی نو در هنر کشورش به ایران بازگشت و در نمایشگاه‌ها و کنفرانس‌ها و برنامه‌های متعددی شرکت کرد. محصص آثاری از پیراندلو، مالاپارته و کالوینو را از ایتالیایی و آثاری از اوژن یونسکو و ژان ژنه را از فرانسوی به فارسی ترجمه کرد.

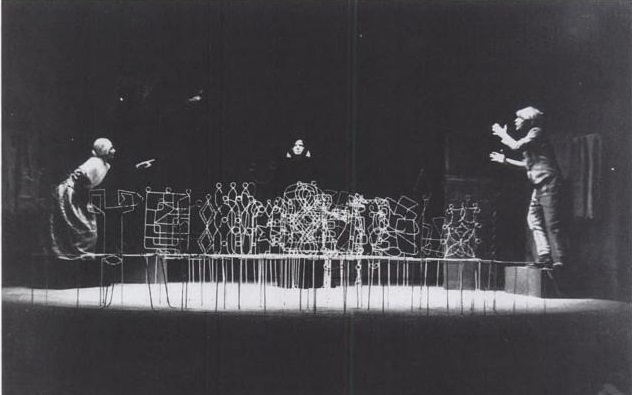
صندلی‌ها از بهمن محصص

محصص از پیشگامان طراحی صحنهٔ تئاتر در ایران بود؛ او نمایش صندلی‌ها اثر اوژن یونسکو را به روی صحنه برد. او برای این نمایش تعدادی صندلی دکوراتیو و اکسپرسیو طراحی کرد که وقتی کنار هم قرار داده می‌شدند جنگلی آبستره را به ذهن متبادر می‌کردند. طراحی دیگر او برای تولید هنری چهارم از لوییجی پیراندلو به مناسبت صد سالگی آن بود که در آن فرم‌های فلزی تندیسی در تضاد با پرده‌های ساده کیسه‌ای قرار گرفته بود.
در سال ۱۳۴۸ از ادامه فعالیت در ایران صرف نظر کرد و به رم بازگشت و در همان‌جا به ادامه زندگی و کار پرداخت. او در این دوران سفارش ساخت مجسمه‌هایی را برای برپایی در تهران دریافت کرد، اما بسیاری از آثار عمومی او پس از انقلاب اسلامی نابود شده یا آسیب دیدند و خود هنرمند نیز باقی کارهای خود در ایران را از بین برد. او گاهی به ایران سفر می‌کرد و سرانجام در ۱۳۸۹ در انزوای خودخواسته در رم رخت از جهان بربست. در بخشی از مستند فی فی از خوشحالی زوزه می‌کشد، دربارهٔ خودش گفته بود «مرگ هیچ وقت من را نمی‌ترساند و فکر می‌کنم شاید به موقع تمام کردن مهم‌ترین کار زندگی باشد. یک آرتیست باید بداند همان اندازه که وارد شدن به صحنه مهم است، لحظه خارج شدن هم مهم است». به واسطهٔ برخی مسائل، امکان اجرای وصیتش در رم فراهم نیامد و به ناچار جنازه‌اش به آمریکا رفت و در آن‌جا خاکسترش به آب و به باد سپرده شد؛ تا بعد از مرگ نیز همچون زندگی‌اش، بی‌آرام و قرار بر آب‌وباد به این سو و آن سو برود.
کارهای محصص را می‌توان به دو بخش تقسیم کرد، قبل از مهاجرت و بعد از آن. در کارهای اولیه ظرافت و دقت در طراحی‌ها و انتخاب دقیق رنگ‌ها که عموماً شامل رنگ‌های کدر و تیره استفاده می‌شد، دیده می‌شود. اما در کارهای پس از مهاجرتش او یک روحیه آنارشیستی دیده می‌شود؛ با قلم‌هایی که گویی از سر خشم بر روی بوم کوبیده شده‌اند و رنگ‌های تند و متعددی که بر روی بوم منفجر شده‌اند و نشانی از کارهای اولیه اش ندارند.
در کارنامه هنری محصص، افزون بر نقاشی و مجسمه‌سازی، می‌توان طراحی برای کتاب‌ها را نیز دید، که برای نمونه، طراحی‌های کتاب «اورازان» نوشته جلال آل احمد کار اوست.

## کتاب
- کتاب بهمن، تألیف آرمان خلعتبری با دیباچهٔ بهمن محصص و مقدمهٔ شهروز نظری، نیویورک: انتشارات لووک، ۱۳۹۶.[۱۲][۱۳]
- بهمن محصص، رُم: سوسیتا ادیتریسه رومانا، ۲۰۰۷.
- بهمن محصص (انگلیسی و ایتالیایی)، رُم: استودیو ویژوال، ۱۳۵۵.

## مجسمه‌سازی
مجسمه‌های بند باز، خاندان سلطنتی و نی لبک زن هرکدام از مهم‌ترین گنجینه‌های فرهنگی و هنری یک سرزمین هستند که همگی نابود گشته و سرنوشت غمباری داشته‌اند،

### مجسمه خاندان سلطنتی
در سال ۱۳۵۱ به محصص سفارش ساخت مجسمهٔ خانواده سلطنتی جهت نصب در یکی از پارک‌های عمومی تهران داده شد و این اثر مانند تمام مجمسه‌های هنرمند در ایتالیا برنز ریزی شد، او با قبول سفارش ساخت این مجسمه دست به خلق یکی از انتقادی‌ترین آثار پیرامون این خانواده زد تا جایی که می‌توان آن را یکی از تلخ‌ترین آثار این هنرمند به‌شمار آورد، ملکه با صورتی مغموم و نگران خیره به آینده ای نامعلوم و شاه با صورتی درهم فرورفته جدای از دیگران در سرمای حاکم بر ذهن آشفتهٔ خود در شنل سنگینش فرورفته است. در طول تاریخ هنر ایران می‌توان این اثر را یگانه دانست، که در آن وقت و در قالب سفارشی درباری اثری انتقادی دربارهٔ پادشاه و خانواده او ساخته شده است. اما سال‌ها بعد محصص دربارهٔ نابودی این اثر اینگونه می‌گوید: خانم دیبا من را خواست و گفت، اعلی حضرت مجسمه خانواده سلطنتی را نپذیرفتند و خواسته‌اند آن را خراب کنید. محصص با همان لهجهٔ شیرین رشتی می‌گوید:
«خانم شما سرباز دارید، تانک و اسلحه دارید، خودتان خرابش کنید. من چطور می‌توانم این مجسمهٔ برنزی را ویران کنم.»
گویا به وساطت ملکه از تخریب این مجسمه جلوگیری به عمل آمد؛ اما بلافاصله بسته‌بندی و به یکی از انبارهای کاخ «نیاوران» انتقال می‌یابد.

### مجسمه نی‌لبک‌زن
مجسمه چهارمتری مرد نی‌لبک‌زن یکی از مشهورترین آثار بهمن محصص است که در سال ۱۳۵۳ در محوطه تئاتر شهر تهران نصب شد. مرد نی‌لبک‌زن برگرفته از شخصیت اسطوره‌ای «فان» رومی یا «ساتیر» یونانی است. توجه به اسطوره‌ها و شمایل‌های بت‌وار انسانی- حیوانی از شاخصه‌های آثار بهمن محصص است که در مجسمه حاضر نیز تجلی یافته است. او با رجوع به این فیگور رقصان هنر کلاسیک، همان رویکرد هنرمندان مدرنیست همچون پیکاسو را در استفاده از اسطوره‌ها و هنرهای بومی برای خلق اثر مدرن و امروزی به کار می‌گیرد. محصص این اثر را به برادرش فریدون تقدیم کرده است.
پیکره عضلانی و پرپیچ‌وتاب مرد نی‌لبک‌زن، با ساق‌ها و ساعدهای نوک‌باریک، استمرار تنش دراماتیک از اسطوره تا واقعیت را یادآور می‌شود. فرم رهاشده در فضا، آزادانه در هم می‌پیچد و حرکتی رقص‌گونه را پدیدمی‌آورد. محصص در این اثر همچون بسیاری دیگر از مجسمه‌هایش می‌کوشد تندیس برنزی را طوری بسازد که بی‌وزن به نظر برسد. او با برهم زدن خاصیت نیروی جاذبه، پیکره را تنها روی یک پا متعادل کرده است.
این اثر نیز مانند بسیاری از مجسمه‌های محصص اقبال چندانی نیافت. در فروردین ۱۳۵۸ به دستور سرپرست موقت مجموعهٔ تئاتر شهر، قسمت میانی مجسمه با گچ پوشانده و آن را همرنگ دیگر بخش‌ها ساختند. معضلی که در ظهر ۱۵ فروردین با برداشتن بخش گچی به ظاهر پایان یافت و اثر به‌صورت اول خود درآمد. اما دیری نپایید که نی‌لبک‌نواز کلا از جای خود به زیر کشیده شد. گویی در این حین دست‌های آن نیز قطع گردید. مجسمه تا سال‌ها در انبار مجموعهٔ تئاتر شهر نگه‌داری می‌شد؛ تا آن‌که در سال ۱۳۸۷ به گنجینهٔ موزه هنرهای معاصر تهران انتقال یافت.

### مجسمه‌ای برنزی از دو کشتی‌گیر
بهمن محصص در سال ۱۳۵۴ مجسمه‌ای برنزی از دو کشتی‌گیر را برای مجموعهٔ «استادیوم المپیک تهران» (آزادی امروز) می‌سازد. این اثر به گونه‌ای ساخته شده بود تا بتوان در فضای منفی میان دو فیگور خورشید را نظاره کرد. محصص به بهانه جدال دو کشتی‌گیر، بار دیگر به مفاهیم مورد علاقهٔ خود نظیر تقابل و تخاصم پرداخت. این مجسمه نیز سال‌های بعد از انقلاب و تا مدت‌ها در انبار نگهداری شد؛ و بعدها در جزیرهٔ کیش بدون پایهٔ اصلی برروی سکویی روکش شده از سنگ نصب گردیده که تا به امروز نیز پابرجاست.

### مجسمه انتزاعی
در سال ۱۹۷۱، تندیسی انتزاعی توسط محصص ساخته و بر روی استخر محوطهٔ آرامگاه رضاشاه پهلوی واقع در شاه‌عبدالعظیم نصب شد. ویژگی‌ای اثر آن بود که جریانی دائمی از آب برروی آن حرکت داشته، فضای منفی مجسمه را همچون دریچه‌ای شفاف و شیشه‌ای ظاهر می‌نمود.

### مجسمه بندباز
در سال ۱۳۵۷ به سفارش موزهٔ هنرهای معاصر تهران، بهمن محصص به ساخت مجسمه‌ای با عنوان بندباز در ابعاد ۳۰۰×۳۵۰×۵۰۰ سانتی‌متر و از جنس برنز و فولاد ضدزنگ پرداخت. مجسمه‌ای که به مسئولان دولتی تحویل داده شد و از وضعیت آن تا مدت‌ها اطلاعی در دست نبود. این اثر در واقع نقطهٔ پایانی بر دوره‌ای حدوداً هشت ساله از کارنامهٔ بهمن محصص است که در آن تعداد زیادی از بهترین مجسمه‌های خود را در ابعادی بزرگ طراحی کرده، موفق به ساخت برخی از آن‌ها گردید.

## طراحی صحنه
محصص از پیشگامان طراحی صحنه تئاتر در ایران به‌شمار می‌آید؛ او نمایش صندلی‌ها اثر اوژن یونسکو را به روی صحنه برد و در اجرا این نمایش تعدادی صندلی دکوراتیو و اکسپرسیو طراحی کرد که وقتی کنار هم قرار داده می‌شدند جنگلی آبستره را در ذهن تداعی می‌کردند. طراحی دیگر او برای تولید هنری چهارم از لوییجی پیراندلو به مناسبت صد سالگی آن بود که در آن فرم‌های فلزی تندیسی در تضاد با پرده‌های ساده کیسه‌ای قرار گرفته بود، همچنین ترجمهٔ متن و طراحی لباس را نیز خود عهده‌دار بود.

## ترجمه
در آبان ۱۳۴۰ شمارهٔ سوم اندیشه و هنر، داستان «دو تخت خواب دونفره» نوشتهٔ لوئیچی پیرآندللو به ترجمهٔ او به چاپ رسید.
درسال ۱۳۴۳ کتاب پوست اثر کورتزیو مالاپارته، با ترجمهٔ محصص در تیراژ دو هزار نسخه توسط انتشارات «نیل» روانهٔ بازار می‌شود. به توصیهٔ جلال آل‌احمد نام کتاب را به ترس جان برمی‌گرداند؛ تا معنای دقیقی از مندرجات آن ارائه دهد. شیوهٔ نگارش او در این کتاب مختص خود اوست و تلاش بسیار دارد تا درعین‌حال، سبک نوشتار و لحن مالاپارته نیز رعایت شود. غرور و اعتمادبه‌نفس بالای او سبب می‌شود تا در پایان چنین بنویسد:
«تا آن‌جا که دیده‌ام رسم بر این است که در آخر باید پوزش خواست و من چنین کاری نمی‌کنم؛ چرا که در مقابل مزدی که گرفته‌ام کوششم –در ترجمهٔ این کتاب- از سر خیلی‌ها زیادتر است.»
در اسفند ۱۳۴۴ محصص متن نمایشنامه صندلی‌ها را ترجمه نمود. یک سال پس از آن، در اول آذر ۱۳۴۵، متن نمایشنامه با ترجمهٔ او توسط انتشارات «طرفه» به کوشش احمدرضا احمدی و با سرمایهٔ ایرج گنجه‌ای، در پانصد نسخه به چاپ رسید.

## ستایش دیگران
آیدین آغداشلو، نقاش ایرانی دربارهٔ محصّص می‌گوید: «به گمانِ من او یکی از پنج هنرمند بزرگ هنر معاصر ماست.»
شهروز نظری در مقدمهٔ بزرگداشت بهمن محصص در شمارهٔ ۱۲۶ دوهفته‌نامه تندیس می‌نویسد: «چهره پروتاگونیست او به عنوان روشنفکر به مثابه الگویی برای تیپ هنرمند نخبه مورد تقلید بسیار قرار گرفت.» رویین پاکباز دربارهٔ ویژگی آثار محصص می‌نویسد: او با تعمق در سنت پیکره‌سازی مدرن و در عین پیروی از هنرمندان بزرگ دورهٔ مدرن همچون به گفتهٔ خود محصص بروگل و گویا، به سبک بدیع و متمایز خود دست یافته است و از همین روی او هنرمندی تک‌رو و متکی به خود است.

## فعالیت‌های سیاسی
محصص در دوره نهضت ملی شدن نفت ابتدا عضو حزب زحمت‌کشان ملت ایران و سپس با جدایی ملکی از مظفر بقاییاز اعضای حزب نیروی سوم به رهبری خلیل ملکی و طرفداران دکتر مصدق می‌شود. او پس از کودتای ۲۸ مرداد ۱۳۳۲ از نیروی سوم جدا شده و به  حزب سوسیالیست به رهبری محمدعلی خنجی، مسعود حجازی می‌پیوندد.
او نمایشگاهی از آثارش را در آبان ۱۳۳۱ در «کلوپ حزب زحمت‌کشان ملت ایران» برگزار می‌کند که در آن نمایشگاه اعضای برجسته حزب زحمتکشان و نیروی سوم حاضر می‌شوند.مطابق با آنچه در آثار او مشاهده می‌کنیم، هیچ‌گاه توده‌ای نبود و اگر هم از توده‌ای بودن ارثی برده بود، نگاه تلخ و گزنده و یأسی بود که در کنار آرمانگرایی‌ها و زیاده‌خواهی‌هایش تا پایان عمر با خود به این سود و آن سو می‌کشید.

## نمایشگاه‌ها
بهمن محصص نخستین حضور خود در بی‌ینال ونیز را در سال ۱۳۳۵ با اثری به نام کمپوزیسیون در بیست‌وهشتمین دورهٔ آن اجرا می‌گردد. در حوالی همین سال، در نمایشگاهی از آثار حبیب محمدی و شاگرادنش در شهر رشت شرکت کرد.

در ۶ فروردین ۱۳۳۷ در تالار «ملاقات رم» نمایشگاهی از آثارش برگزار می‌کند که توسط «موسی نوری اسفندیاری»، سفیر کبیر ایران در رم، افتتاح می‌گردد. با وجود تلاش برای دست‌یابی به زبانی جهانی و نیز کیفیت قابل‌قبول آثارش، او نیز محکوم به ریشه داشتن در جغرافیای زادگاهش است. چنان‌که در تاریخ (۳۱/۱/۱۳۳۷) در نامه‌ای به سهراب سپهری در خصوص این نمایشگاه می‌نویسد:
«در ماه مارس و آوریل، برای مدت پانزده روز نمایش از کارهایم ترتیب داد. هیچ‌کاری نفروختم. کلکسیونیست‌ها گفتند که خارجی استو معلوم نیست که کارش را در رم دنبال خواهند کرد یا نه. هرجا باشیم چوب آن خراب‌شده را بخوریم! وضعیت دنیا خنده‌آور است! از نظر انتقاد و روزنامه، موفقیت من جالب‌توجه بود، خیلی چیز نوشتند، رادیو نیز صحبت کرد. از نظر خودم به هیچ نمی‌ارزد، ولی از نظر موقعیت اجتماعی قابل‌ملاحظه است».
۱۳۳۹ شرکت در دومین دورهٔ بی‌ینال تهران، کاخ ابیض.
۱۳۴۲ شرکت در سومین دورهٔ بی‌ینال پاریس، فرانسه.
۱۳۴۲ شرکت در هفتمین دورهٔ بی‌ینال سائوپائولو، برزیل.
از ۲۹ اردیبهشت تا ۴ خرداد ۱۳۴۲ در «نمایشگاه نقاشان ایرانی تحصیل‌ کرده در ایتالیا» با چند تابلوی ابستره با عناوینی انتزاعی‌تر همچون انعکاس تراژدی و یادگار حضور می‌یابد.
از روز دوشنبه ۱۰ تا ۲۶ اسفند ۱۳۴۳ از ساعت ۵ تا ۸ در تالار ایران با شانزده تابلو نمایشگاهی انفرادی از نقاشی‌هایش برگزار می‌کند و فصلی جدید در کارنامهٔ کاری وی آغاز می‌گردد. محصص شرط برگزاری این نمایشگاه کراواتی‌بودن تمام بازدیدکنندگان مرد و پوشیدن کت برای آنان در روز افتتاحیه و نیز پذیرایی خاص و دلخواه وی قرار داد؛ امری غیرمرسوم در آن زمان به‌ویژه در تالار ایران که در مجاورت دانشگاه تهران قرار داشت.
۱۳۴۵ نمایشگاه انفرادی، «کتاب آفرینش»، گالری سیحون، تهران.
۱۳۴۷ نمایشگاه گروهی، «نمایشگاه نقاشی نوگرای ایرانی»، مرکز مطالعات ایرانیان دانشگاه کلمبیا، نیویورک.
۱۳۴۷ نمایشگاه انفرادی، «نقاشی‌های بهمن محصص»، گالری سیحون. نمایشگاهی که در ابتدا مصمم به نمایش چند طرح در آن بود، در نهایت به نمایش حدود ۲۰ تا ۲۵ اثر از نقاشی‌های محصص اختصاص یافت. بسیاری از آثار این نمایشگاه یادآور فضای داستان پوست، نوشتهٔ مالاپارته، به ترجمهٔ خود او بودند.
در ۱۳ خرداد ۱۳۴۸ در نمایشگاهی گروهی، گالری سیحون آثاری از بهمن محصص، سهراب سپهری، پرویز تناولی، لیلی متین‌دفتری، فرامرز پیلارام، مسعود عربشاهی، محمد احصائی، صادق تبریزی، آلن بایاش و غلامحسین نامی را به نمایش گذاشت.
در مهر ۱۳۴۸ بار دیگر گالری سیحون نمایشگاهی از ۱۴ نقاش معاصر ایرانی از جمله محصص گذاشت.
۲۱ مرداد ۱۳۵۱ نمایشگاهی گروهی از چهارده هنرمند معاصر از جمله بهمن محصص در گالری «سیحون» واقع در خیابان وزرا برگزار گردید.
در ادامهٔ فعالیت‌های فرهنگی حکومت پهلوی در خارج از مرزهای کشور و در راستای معرفی هرچه بیشتر هنر ایران به جهانیان، در سال ۱۳۵۲، فرح دیبا به همراه کلود پمپیدو نمایشگاه تالار «پاییز» را در دو بخش ایرانی و خارجی در «گران پاله» پاریس افتتاح نمود. بخش ایرانی طیف متفاوتی از آثار از حمله دوره قاجار، هنر عامیانه و هنر معاصر داشت. بهمن محصص نیز به عنوان یکی از نقاشان نوگرای ایرانی در این نمایشگاه حضور داشت.
۱۳۵۸ نمایشگاه انفرادی، گالری فُنتانِلا بُرجِس، رم.
۱۳۸۵ نمایشگاه انفرادی، «آثار بهمن محصص»، موزهٔ جهان‌نما.
۱۳۸۹ درگذشت در رم، ایتالیا.
۱۳۹۷ نمایشگاه گروهی، «فروش آزاد»، گالری طراحان آزاد.
۱۳۹۹ نمایشگاه گروهی «کلکسیونر شش» گالری آرتیبیشن.
۱۴۰۰ نمایشگاه گروهی، «آخر هفته معقول»، گالری هما.

## حراج
اولین حضور بهمن محصص در حراج‌ها به سال ۱۳۸۶ در حراج کریستیز بازمی‌گردد. آثار او تا مهرماه ۱۴۰۰، ۸۲ مرتبه در حراج‌های داخلی و خارجی حضور مستمر داشته و ۸۶ درصد از آثارش در حراج‌های بین‌المللی به فروش رسیده است. گرانترین اثر او (مینوتور در ساحل دریا) تا سال ۲۰۲۱ در حراج ساتبیز با مبلغ یک میلیون و ۴۰۵ هزار دلار در فروردین سال ۱۴۰۰ چکش خورده است و میانگین قیمت فروش آثار او صد و چهل هزار دلار می‌باشد.

## چشمی که می‌شنود
در سال ۱۳۴۶، احمد فاروقی با همکاری بیژن صفاری فیلم مستندی،  به تهیه‌کنندگی تلویزیون ملی ایران، درباره بهمن محصص با عنوان چشمی که می‌شنود (هنر امروز ایران) ساخت. فیلمی کوتاه از یک شب زندگی هنرمند، بین ساعات ۹ شب تا ۳ صبح، که در آن نقاش از خود و عقایدش صحبت کرده، به کافه می‌رود، و در پایان شب به نقاشی می‌پردازد. محصص در این فیلم خود را پرسوناژی تاریخی برای این آب و خاک عنوان می‌کند. درون‌مایهٔ آثارش را محکومیت وجود دانسته که از طریق نقص فیزیکی و وقاحت برهنگی به نمایش درمی‌آیند.

## برگزاری نمایشگاه و تبدیل خانهٔ محصص به موزه
بهمن محصص بیش از ۵۰ تابلو از محمدحبیب محمدی استاد خود را برای نمایش در موزهٔ رشت از طریق فرامرز طالبی و عنایت سمیعی به این موزه اهدا کرده‌بود. این آثار که پس از ۲۵ سال دچار صدماتی شده‌بودند، پس از مرمت سرانجام از ۲۸ اسفند ۱۴۰۰ به مدت یک ماه در این موزه در معرض تماشا قرار گرفتند. در افتتاحیهٔ نمایشگاه سه تابلوی قدیمی محصص که به دورهٔ شاگردی او نزد حبیب محمدی مربوط است از نمایشگاه برداشته‌شد و این سه تابلو تنها از روز دوم اجازهٔ نمایش یافتند. در ایام برگزاری این نمایشگاه و در روز ۲۳ فروردین ۱۴۰۱ مدیرکل میراث فرهنگی، گردشگری و صنایع دستی گیلان از خریداری خانهٔ بهمن محصص در لاهیجان و تبدیل آن به موزه هنرهای معاصر گیلان خبر داد و گفت ۶۰ اثر نقاشی مربوط به حبیب محمدی و بهمن محصص به این خانه منتقل خواهد شد. به دنبال این مسئله، یک روحانی به نام مرتضی عبداللهی با انتشار پستی در اینستاگرام با تبدیل خانهٔ بهمن محصص به موزه مخالفت کرد و ضمن محکوم کردن مدیران دولتی از دستگاه قضایی خواست به مسئله ورود کند. به دنبال انتشار این پُست اینستاگرامی مراسم اختتامیهٔ نمایشگاه که قرار بود در روز چهارشنبه ۲۸ فروردین با سخنرانی چند تن از پژوهشگران و هنرمندان گیلان برگزار شود لغو شد. سپس گفته‌شد که «مدیر تحقیقات انقلاب اسلامی گیلان» با تبدیل خانهٔ بهمن محصص به موزه مخالفت کرده است. به دنبال این وقایع، جمعی از هنرمندان، فرهنگ‌دوستان و کُنشگران فرهنگی گیلان با انتشار بیانیه‌ای ضمن اعلام حمایت خود از برگزاری نمایشگاه و نیز تبدیل خانهٔ بهمن محصص به موزه، نسبت به مخالفت با این اقدامات اعتراض کردند و خواهان شنیده شدن صداهای متکثر و احترام به دیدگاه‌های متفاوت شدند.

## نگارخانه

عقاب کور
مجسمه نی لبک‌زن